# 高橋怜也
高橋 怜也（たかはし りょうや、1996年9月2日 - ）は、日本の歌手、ファッションモデル、俳優。2024年1月19日株式会社エナエンターテイメントを退所。現在フリーで活動中。

## 人物
千葉県出身。一人っ子。特技は歌とギター。趣味はアニメとゲーム、ゴルフ。
スリーサイズはB:86 cm、W:69 cm、 H:88 cm。
身長は176cm、体重は61kg、足のサイズは27.5 cm
ファンの愛称は「りょや民」

## 略歴
2013年より開催されたオーディション「VOCAL BATTLE AUDITION 4」でセミファイナルまで進出。その後は、ダンス・ボーカルスクールEXPGで特待生としてレッスンを受けていた。
2015年、ダンスボーカルグループ「IVVY」に結成時から所属するが、ソロ活動のため直後に脱退。
2016年2月24日に『Ryoya』という名義でソロアーティストデビュー。「永遠が見えるように」をリリース。
2019年に行われた、LDH所属DEEPの新ボーカリストを決めるDEEP VOCALIST AUDITIONでは、応募者約12000人の中からファイナリスト7名が選ばれ、その1人となった。
2024年1月19日に所属していた株式会社エナエンターテイメントを退所し、現在フリーで活動中。
以前は株式会社シーエスミュージックに所属していた。

## 出演

### 舞台
- ミュージカル『新テニスの王子様』（2020年 - ） - 跡部景吾 役
  - The First Stage（2020年12月12日 - 2021年2月14日、日本青年館ホール 他）[11][12]
  - The Second Stage（2022年1月28日 - 2月27日、KAAT神奈川芸術劇場 ホール 他）
  - Revolution Live 2022（2022年10月6日 - 10日、幕張メッセ 幕張イベントホール）[13]
  - The Third Stage（2023年10月6日 - 11月12日、TOKYO DOME CITY HALL 他）[14]
  - テニミュ 秋の合同大運動会2023（2023年11月14日 - 11月15日、有明アリーナ）
  - The Fourth Stage（2024年8月9日 - 9月23日、日本青年館ホール 他）[15]
  - The Fifth Stage（2025年10月3日 - 11月16日〈予定〉、Kanadevia Hall 他）[16]
- Live Musical「SHOW BY ROCK!!」 -DO根性北学園編- 夜と黒のReflection（2021年8月19日 - 29日[17]、天王洲 銀河劇場） - リカオ 役[18]
- RICE on STAGE『ラブ米』〜Rice will come〜（2021年11月18日 - 28日、品川プリンスホテル クラブeX） - きぬひかり 役[19]
- MANKAI STAGE『A3!』 - 碓氷真澄 役
  - ACT2! 〜SPRING 2022〜（2022年4月22日 - 5月30日、東京国際フォーラム ホールC 他）[20]
  - ACT2! 〜WINTER 2023〜（2023年1月21日 - 2月26日、TACHIKAWA STAGE GARDEN 他） - 声の出演[21]
  - ACT2! 〜SPRING 2023〜（2023年5月・6月、東京 / 兵庫）[22]
  - Four Seasons LIVE 2024（2024年10月31日 - 11月4日、東京ガーデンシアター）[23]
  - ACT3! 2025（2025年3月22日 - 5月10日、KAAT神奈川芸術劇場 ホール）[24]
- Oh My Diner 〜踊るぶんぶん狂想曲〜（2022年7月22日 - 31日 ※22日から30日は公演中止、品川プリンスホテル ステラボール） - エリオット 役
- リビングルームミュージカル vol.19 ー 脊･髄･版 ー 暑気払い!おかゆ感謝祭（2022年8月27日、eplus LIVING ROOM CAFE & DINING） - Songゲスト
- ミュージカル『テニスの王子様』4thシーズン（2023年 - 2025年） - 跡部景吾 役
  - 青学vs氷帝（2023年1月7日 - 3月5日、TACHIKAWA STAGE GARDEN 他）[25]
  - 青学vs六角（2023年7月15日 - 9月3日、TACHIKAWA STAGE GARDEN 他）[26]
  - Dream Live 2024（2024年5月25日 - 6月2日、神戸ワールド記念ホール他）
- 舞台 信長未満—転生光秀が倒せない—（2023年3月23日 - 26日、KAAT 神奈川芸術劇場ホール） - 久太郎 役
- 桃源暗鬼 - 皇后崎迅 役
  - 舞台『桃源暗鬼』（2024年2月17日 - 25日、天王洲 銀河劇場 / 2月29日 - 3月3日、梅田芸術劇場 シアター・ドラマシティ）[27]
  - 舞台『桃源暗鬼』-練馬編-（2025年1月4日 - 19日、天王洲銀河劇場）[28]
- Homecoming Party『START』（2024年3月22日・24日、品川プリンスホテル クラブeX）[29]
- 東洋空想世界『blue egoist』（2024年11月17日 - 12月1日、THEATER MILANO-Za / 12月6日 - 8日、オリックス劇場）[30]
- 舞台『ビットワールド THE STAGE』（2025年7月4日 - 13日〈予定〉、サンシャイン劇場） - ユタカ 役[31]

### テレビ番組
- THEカラオケ★バトルスぺシャル 歌の異種格闘技戦11（2016年7月27日）
- あにレコTV
  - 「とんでもスキルで異世界放浪メシ」／ミュージカル『テニスの王子様』4thシーズン　青学vs氷帝（2023年1月9日）
  - ミュージカル『テニスの王子様』特集！／「BIRDIE　WING」特集！（2023年5月1日）

### テレビドラマ
- 信長未満 -転生光秀が倒せない-（2022年10月25日 - 、テレビ神奈川） - 久太郎 役[32]
- ゴーストヤンキー（2024年4月19日 - 5月17日、毎日放送） - 市川文吉 役[33]

### ラジオ
- Ryoyaのなりかけ!オトナ塾（2016年4月6日 - 、FM NACK5）「The Nutty Radio Show おに魂」水曜内包コーナー

### 映画
- MANKAI MOVIE 『A3!』〜SPRING & SUMMER 〜（2021年12月3日公開）- 碓氷真澄 役[34]
- アウトロダブル（2022年9月2日公開）- 久保寺則夫 役
- 犬、回転して、逃げる（2023年3月17日公開）- 山崎雅司 役[35]

### イベント
- 山田健登 Presents Live『chemistry』（2021年9月26日、代官山UNIT）
- MANKAI MOVIE『A3!』〜SPRING & SUMMER〜スペシャルトークショー（2022年3月10日、池袋HUMAXシネマズ）
- 劇場版！たぐコミュ人狼vol.2 第一部出演（2022年6月25日、ラゾーナ川崎プラザソル）
- TAKESHI KONOMI Presents『テニプリ☆ソニック2022-おてふぇす in 日本武道館-』（2022年7月1日、日本武道館）
- 2.5次元 大上映祭 2022 〜RICE on STAGE「ラブ米」〜スペシャルトークショー（2022年8月6日、AiiA 2.5 Theater Kobe）
- 『アウトロダブル』公開記念舞台挨拶（2022年9月3日・10日、シネマート新宿）
- ミュージカル『新テニスの王子様』The Second Stage Blu-ray/DVD発売記念イベント（2022年9月4日、関東近郊）
- 高橋怜也 BIRTHDAY EVENT 2022（2022年9月24日、東京総合美容専門学校マルチホール）
- 2.5次元男子。LIVE2022 〜僕たちの夏は終わらない！〜（2022年9月29日、中野サンプラザ）
- YUSUKE TAKEMOTO fanmeeting 2022　Colorless-Colorful（2022年10月15日、R'sアートコート） - 第1部ゲスト出演
- 田中涼星 ハロウィンイベント2022（2022年10月30日、全電通労働会館　多目的ホール） - ゲスト出演
- ジャンプフェスタ2023 ミュージカル『テニスの王子様』4thシーズン トークステージ（2022年12月17日、幕張メッセ国際展示場）
- 高橋怜也 2023-24カレンダー発売記念イベント（2023年4月1日-2日、世界館、東京証券会館）
- たぐコミュ人狼vol.6（2023年4月8日、Confetti Streaming Theater）
- 早くてごめんね「ふるややまとのたんじょうび」（2023年4月23日、東京・東京証券会館） - 第1部ゲスト出演
- テニミュ春の上映祭 -MUSICAL THE PRINCE OF TENNIS 20th ANNIVERSARY-（2023年5月15日、Mixalive TOKYO Theater Mixa） - トークショーゲスト
- 今牧煇琉×RADIO DROPスペシャルコラボ公開ラジオ収録イベント（2023年9月9日、日仏会館ホール） - 第1部ゲスト出演
- ミュージカル『テニスの王子様』4thシーズン 青学vs氷帝Blu-ray/DVD発売記念イベント（2023年9月10日、関東近郊）
- 神戸セーラーボーイズ 定期公演 vol.1『ロミオとジュリアス』『Water me! 〜我らが水を求めて〜』アフタートーク（2023年11月18日、AiiA 2.5 Theater Kobe）[36]
- 今牧輝琉 20th Anniversary!!（2023年11月25日、HADOアリーナお台場）- ゲスト出演
- YUKI IZAWA2023 BARTHDAY EVENT（2023年11月25日、日仏会館ホール）- 第2部ゲスト出演
- 高橋怜也 FAN MEETING 2023（2023年12月10日、浅草橋ヒューリックホール）
- 演劇ドラフトグランプリ2023（2023年12月5日、日本武道館）
- ジャンプフェスタ2024 ミュージカル『新テニスの王子様』トークステージ（2023年12月17日、幕張メッセ）
- 劇場版！たぐコミュ人狼vol.10（2024年1月8日、全電通ホール）
- 高橋怜也 2024-2025 カレンダー手渡し会（2024年3月16日-17日、CIVI研修センター新大阪東 E503 、LMJ東京研修センター・5F LL会議室）
- ミュージカル『新テニスの王子様』The Third Stage Blu-ray/DVD 発売記念イベント（2024年4月14日、関東近郊）
- ACTORS☆LEAGUE in Games 2024（2024年6月11日、幕張メッセ 幕張イベントホール）
- もちもちもちだのばーすでーいべんと（2024年7月13日、ニッショーホール）- 第2部ゲスト出演
- 牧島 輝 10th Anniversary Event（2024年7月21日、ニューピアホール）- 第2部ゲスト出演
- 高橋怜也 Acoustic Live 2024（2024年7月27日、シティホール＆ギャラリー五反田）
- ACTORS☆LEAGUE in Dance 2024（2024年8月27日、有明アリーナ）
- ACTORS☆LEAGUE in Games 2025（2025年6月10日、東京ガーデンシアター）[37]
- ACTORS☆LEAGUE in Dance 2025（2025年8月26日〈予定〉、国立代々木競技場 第一体育館）[38]
- MANKAI STAGE『A3!』Bloom Fan Meeting 2025（2025年9月30日〈予定〉、品川プリンスホテル ステラボール）[39]

### Web配信
- Huluドラマ「さよなら、ハイスクール」-前田サトシ役[40]
- 短編映画「ココロノナカ」- 飯田和秀役[41]

### ネット配信
- ミュージカル『新テニスの王子様』The First Stage ニコ生特番（2021年2月8日、ニコニコ生放送）
- Live Musical「SHOW BY ROCK!!」生コメンタリー特番＆上映会（2021年8月1日、ニコニコ生放送）
- RICE on STAGE「ラブ米」〜Rice will come again〜 生米ンタリー特番（2021年11月4日、ニコニコ生放送）
- MANKAI STAGE『A3!』新情報解禁特別番組！（2021年11月13日、YouTube MANKAI STAGE『A3!』公式）
- ジャンプフェスタ2021 ONLINEミュージカル『新テニスの王子様』トークステージ（2021年12月20日）
- # ふるふるややまとのらいんらいぶ おんえあ〜(ovo) ゲスト出演（2022年3月2日、LINE LIVE）
- 「噂の二コメン情報局」シーズン2＃5（2022年3月28日、ニコニコ生放送）
- 田口涼と前川優希のニコ生「たまニコ！」第14回（2022年4月18日、ニコニコ生放送） - ゲスト出演
- 相葉裕樹の夜ふかし。（2022年4月28日、ニコニコ生放送） - ゲスト出演
- 演劇横町裏通りーたくのみ交遊録ー（2022年6月12日、ニコニコ生放送） - ゲスト出演
- 松島勇之介の六畳一間　ハロウィンSP（2022年10月31日、OPENREC.tv） - ゲスト出演
- 公式ニコニコチャンネル「RYOYA CHANNEL」（2023年1月17日 - 、ニコニコ生放送）
- 月刊染谷マガジン#19（2023年4月16日、ニコニコ生放送） - ゲスト出演
- 演劇ドラフト会議（2023年9月12日、シアターコンプレックスTOWN）
- HADO ACTORS CUP Vol.6（2023年10月17日、Wow Live）
- 『キャストサイズニュース』第163回（2023年12月20日、ニコニコ生放送）- ゲスト出演
- 田口涼と前川優希のニコ生「たまニコ！」第34回（2024年1月9日、ニコニコ生放送） - ゲスト出演
- 舞台「桃源暗鬼」上演記念特番（2024年1月22日、YouTube『桃源暗鬼』プロジェクト公式チャンネル）
- ミュージカル『テニスの王子様』20 周年記念特別番組 ｢テニミュ通信｣　第3回（2024年4月30日、YouTube ミュージカル『テニスの王子様』シリーズ公式チャンネル配信）- メインパーソナリティー出演
- 『ACTORS☆LEAGUE 2024』ROAD TO VICTORY 〜RED°コラボSP〜（2024年5月26日、シアターコンプレックスTOWN）
- 『キャストサイズニュース・祝10周年スペシャル！』第169回（2024年6月19日、YouTubeキャストサイズ公式チャンネルproduced by slf配信）
- ネルケプランニング 30th ANNIVERSARY『ネルフェス2024』（2024年8月20日、ABEMA）

## 作品

### シングル
1. 永遠が見えるように（2016年2月24日）
2. 『君と見ていた十年後の夏 / アイシテル』（2016年7月27日）